# روبرت اشتادلوبر
روبرت اشتادلوبر (انگلیسی: Robert Stadlober؛ زادهٔ ۳ اوت ۱۹۸۲) یک هنرپیشه اهل اتریش است. وی از سال ۱۹۹۵ میلادی تاکنون مشغول فعالیت بوده‌است.